# Варагамігіра
Варахаміхіра (санскр. वराहमिहिर, varāhamihira 505—587) — індійський астроном, математик і астролог. Його називають «першим астрологом Індії» і «батьком індійської астрономії».

## Версії щодо народження та походження
Звичайно датою його народження вважається 505 рік н. е., проте сам Варахаміхіра в своїй головній астрономічній праці «Панча-сіддхантіка» використовує 427 рік — за календарем Сака — як точку відліку. Як свідчить Амараджа у своїй «Кхандакхадьї-Каранатіке», Варахаміхіра помер в 509 році Сака, тобто в 587 році н. е. Саме ці дати життя вченого (505—587) приймаються більшістю сучасних істориків.
Сам Варахаміхіра в заключній главі «Бріхат-джатаки» повідомляє, що народився він в селищі Капітха (Капаттіка) в Авантіці (Західна Мальва), тобто неподалік від Удджайна в сучасному штаті Мадх'я-Прадеш. Дослідники досі не можуть точно ототожнити Капітху з яким-небудь місцем на сучасній карті Індії. Однак, чималу частину свого життя знаменитий астролог провів у самому Удджайні, «Гринвічі індійських астрономів». Таким прізвиськом це місто зобов'язане тому факту, що меридіан Удджайна з давніх часів має в астрономії та географії Індії статус нульового меридіана. Будучи великим центром науки і мистецтв, Удджайн надавав ученим прекрасні можливості для реалізації своїх талантів. У цьому місті працював і інший видатний астроном і астролог тієї епохи, Аріабхата (476 — бл. 550).
На подібних свідченнях, що дозволяють чітко встановити роки життя Варахаміхіри, акцентують увагу тому, що в ряді астрологічних книг життя і діяльність цього видатного астролога датується першим століттям до н. е. Подібне розходження на шість століть, призводить до серйозного спотворення реальної історії астрології.
Ще одним предметом суперечок серед дослідників є походження Варахаміхіри. З його творів очевидно, що Варахаміхіра був сонцепоклонником, як і його батько, а культ Сонця характерний для іранських народів. Більш того, саме ім'я «Міхіра» дає підставу деяким вченим вважати, що воно походить від слова «Мітра», тобто від імені давньоіранського сонячного бога Вараха («вепр») в поєднанні з Мітрою (Сонцем) теж викликає асоціацію з давньоіранською міфологією (так, в Зенд-Авесті сяючий вепр пов'язується з Сонцем). Тому ряд вчених впевнено називають Варахаміхіру «мага-брахманом», тобто жерцем давньоіранської релігії. Разом з тим, в роботах Варахаміхіри очевидним є його глибоке проникнення у ведичне вчення, тому інші дослідники називають його браміном — прихильником Вед. Представники цієї точки зору відзначають, що і у ведичній традиції сонячним божествам приділяється чимала увага, і тому постулювати іранський вплив на Варахаміхіру не обов'язково.

## Особисте життя
Варахаміхіра успадкував великі знання та інтелект від свого батька, Адітьядаші. Саме під керівництвом батька Варахаміхіра став вивчати астрологію. Не виключено, що додаткові знання з астрології, астрономії та математики він почерпнув при особистому знайомстві з Аріабхатою після переїзду в Удджайн. Як би там не було, Варахаміхіра був безсумнівно знайомий з роботами Аріабхати і посилається на нього у своїй «Панча-сіддхантіке». Це є зайвим підтвердженням того факту, що Варахаміхіра був молодшим сучасником Арьябхати, рік народження якого (476 н. е.) недвозначно випливає з його робіт.
Про особисте життя вченого відомостей збереглося мало. Відомо, що він був одружений і що сімейна спадкоємність знань на ньому не перервався. Його син Прітхуяшас теж увійшов в історію як відомий астролог і автор астрологічних трактатів. Деякі джерела повідомляють, що Варахаміхіра багато подорожував і навіть побував в Греції, але достовірність таких повідомлень сумнівна.
Характерно, що своєму синові вчений передав насамперед знання з астрології. Саме астрологія стала предметом найбільшого захоплення Варахаміхіри, хоча його пізнання були енциклопедичними, вони охоплювали різні дисципліни, від ботаніки до будівельної справи, від теорії мистецтва до математики, особливо вагомим був його внесок у розвиток математичної астрономії та тригонометрії. Слід відзначити також поетичний дар Варахаміхіри.
Варахаміхіра вважається одним з Наваратн — «дев'яти дорогоцінних каменів» двору легендарного царя держави Гуптів Вікрамадитья

## Діяльність

### Астрологія
Варахаміхіра був плідним автором, який написав трактати з усіх трьох традиційних галузей індійської астрології. У галузі ганітом (астрономічного базису астрології) він написав велику компілятивну працю «Панча-сіддхантіка». У цій роботі проводиться детальний огляд п'яти стародавніх систем астрономічних розрахунків — Сур'я-сіддханта, Ромака-сіддханта, Пауліша-сіддханта, Васіштха-сіддханта, Пайтамаха-сіддханта. В даний час цей твір втрачено.[
В області самхіти ним був створений знаменитий трактат «Бріхат-самхіта», а також, як вважають деякі дослідники, коротша «Самаша-самхіта», яка не дійшла до наших днів. Нарешті, в галузі хори (астрології гороскопів) Варахаміхірі належать праці «Бріхат-джатака» (Велика книга про народження) і «Лагху-джатака» («Коротка книга про народження»). Крім того, він склав три роботи з військової астрології («Бріхад-ядра», «Тіканіка-ядра» і «Йога-ядра») і вважається автором зводу правил шлюбної і хорарної астрології «Віваха пату». Йому приписується ще декілька робіт, але їх авторство сумнівне.
З усіх творів знаменитого астролога його послідовники з найбільшою повагою ставляться до «Бріхат-джатакі» («Велика книга про народження») — ключовій роботі, присвяченій аналізу індивідуальних гороскопів.
До епохи Варахаміхіри існувала усталена грецька «традиція» індійської астрології, з якою автор «Бріхат-джатаки» був добре знайомим. Варахамахіра критично оцінив дослідження греків і викладає власний оригінальний погляд на ті чи інші особливості тлумачення гороскопів.

### Астрономія
Варахаміхіра є автором «Бріхат Самхіти» («Велика збірка»), що складається з 106 глав та описує різні галузі людського життя: рух планет, сонячні й місячні затемнення, астрологію, опади, сільське господарство, архітектуру, сімейні відносини, дорогоцінні камені й ритуали.

### Математика
Варахаміхіра зробив ряд важливих математичних відкриттів. Серед них деякі тригонометричні формули, які згідно з сучасними позначеннями виглядали так:
{\displaystyle \sin x=\cos(\pi /2-x)},
{\displaystyle \sin ^{2}x+\cos ^{2}x=1}, та
{\displaystyle {\frac {1-\cos 2x}{2}}=\sin ^{2}x}.
Інший важливий внесок в тригонометрію — його таблиця синусів, де він поліпшив визначення Аріабхати та дав точніші значення. Слід підкреслити, що точність була дуже важлива для індійських математиків, так як вони значення синуса застосували в астрономії та астрології.